# Abryna coenosa
Abryna coenosa là một loài bọ cánh cứng thuộc họ Xén tóc. Loài này được Newman mô tả năm 1842. Chúng được tìm thấy ở Đài Loan và Philippines.

## Phân loài
- Abryna coenosa coenosa Newman, 1842
- Abryna coenosa mindanaonis Breuning, 1980
- Abryna coenosa superba Pic, 1932